# Detlef Wetzel
Detlef Wetzel (* 27. Dezember 1952 in Siegen) war vom 25. November 2013 bis 20. Oktober 2015 Erster Vorsitzender der IG Metall. Von 2007 bis 2013 war er Zweiter Vorsitzender. Vorher war er Bezirksleiter in Nordrhein-Westfalen sowie Verhandlungsführer der Tarifrunden für die Metall- und Stahlindustrie in Nordrhein-Westfalen.

## Leben und Beruf
Wetzels Vater war Hufschmied, seine Mutter Fabrikarbeiterin. Er hat eine Schwester.
Wetzel besuchte zunächst die Volksschule und anschließend die zweijährige Berufsfachschule.
Danach absolvierte er eine verkürzte Lehre zum Werkzeugmacher.
Nach der Ausbildung hat Wetzel bei der damaligen SMS Demag AG (jetzt: SMS Siemag) mehrere Jahre im erlernten Beruf gearbeitet. Mitglied der IG Metall war er schon zu Beginn der Ausbildung geworden. Wetzel wurde selbst Jugendvertreter und Vertrauensmann der IG Metall. Für sie war er auch als Bildungsreferent tätig.
Während und nach der Ausbildung holte er den Realschulabschluss auf dem Zweiten Bildungsweg nach und erwarb anschließend in Hamburg die Fachhochschulreife. Es schloss sich ein Studium der Sozialarbeit an der Universität Siegen, damals Gesamthochschule, an. Er nahm an verschiedenen beruflichen und gewerkschaftlichen Fortbildungen teil und wurde 1980 Gewerkschaftssekretär der IG Metall in Siegen. 1987 wurde er dort Zweiter, 1997 Erster Bevollmächtigter der IG Metall. Wetzel hat die arbeitnehmerorientierte Beratungsagentur Siegerland Consult SIC gegründet.
2004 wurde Wetzel Bezirksleiter der IG Metall in Nordrhein-Westfalen.
Seit November 2007 war Wetzel Zweiter Vorsitzender der IG Metall und am 25. November 2013 wurde er zum Ersten Vorsitzenden gewählt. Mit 75,5 % erzielte er das zweitschlechteste Wahlergebnis eines IG Metall-Vorsitzenden seit 1945 (nur unterboten von Jürgen Peters 2003).
Er ist stellvertretender Aufsichtsratsvorsitzender der SMS GmbH und der Thyssen Steel AG sowie Aufsichtsratsmitglied der SMS Siemag AG.
Der Hobby-Imker Wetzel lebt mit seiner Ehefrau in Kreuztal im Siegerland.

### Gewerkschaftsarbeit
Wetzel ist seit 1969 Mitglied der IG Metall. Während seiner Ausbildung engagierte er sich als Jugendvertreter für die qualitative Verbesserung der Ausbildung. Wetzel war für die IG Metall später zudem als Bildungsreferent tätig. Schwerpunkt seiner Arbeit in Siegen war die Mitgliedergewinnung, die er zum Erfolgsmaßstab seiner Tätigkeit machte. Seit dem 15. Juli 2004 war Detlef Wetzel bis 2007 Bezirksleiter der IG Metall Nordrhein-Westfalen. In dieser Funktion startete er die Modernisierungsoffensive „besser statt billiger“ gegen Arbeitsplatzverlagerungen.
In seiner Funktion als Zweiter Vorsitzender gelang es Wetzel den seit Anfang der 90er Jahre anhaltenden stetigen Mitgliederverlust der IG Metall zu stoppen. Seit 2008 erzielte die IG Metall jährlich moderate Mitgliederzuwächse. Wetzel führte eine moderne Kampagnenpolitik ein, durch die sich die IG Metall auf einzelnen Themen konzentrierte. So gelang es, mit der Kampagne „Gleiche Arbeit – gleicher Lohn“ die Frage der Entlohnung in der Leiharbeit auf die politische und tarifpolitische Agenda zu setzen, was zu neuen tariflichen und gesetzlichen Regulierungen führte. Als Erster Vorsitzender legte Wetzel einen Schwerpunkt auf Industriepolitik. So prägte er den Gestaltungsauftrag der IG Metall für die Veränderungen, die mit Industrie 4.0 zu erwarten sind und initiierte das Bündnis „Zukunft der Industrie“, zu dem sich das Bundeswirtschaftsministerium, Wirtschaftsverbände und Gewerkschaften zusammengefunden haben.
In seinen Thesen zur Erneuerung der Gewerkschaftsarbeit stellt Wetzel fest, dass die Sozialpartnerschaft brüchig geworden ist. Die Erwerbsarbeit unterliegt einer Prekarisierung durch Werkverträge, Befristungen und Leiharbeit. Die industriellen Beziehungen verändern sich durch Verbandsflucht. Der Sozialstaat verliert an Integrationskraft. Auch Shareholder- und Bonusdenken destabilisieren die sozialen Beziehungen im Unternehmen. Die Zukunft der Gewerkschaften entscheidet sich für ihn im Betrieb. Mitglieder sollen nicht nur Beitragszahler, sondern vor allem Mitgestalter der gewerkschaftlichen Politik sein. Aus seiner Sicht stellt die in den USA entwickelte gewerkschaftliche Methode „Organizing“ einen Ansatz dar, sich in einem tendenziell feindlich gesonnen betrieblichen Umfeld zu behaupten.

### Tarifpolitik
Als Bezirksleiter erzielte Wetzel den Tarifabschluss für die Stahl-Industrie West-Deutschlands vom März 2005: 3,5 Prozent mehr Lohn und Gehalt. Im April 2006 folgte der Pilotabschluss für die Metallindustrie, der bundesweit übernommen wurde: 3 Prozent mehr Geld, eine Einmalzahlung, die verdoppelt werden konnte, mehr Qualifizierung, mehr Altersvorsorge. Der Stahl-Abschluss von September 2006 brachte 3,8 Prozent mehr Geld und den Einstieg ins Thema Bewältigung des demografischen Wandels. Im IG Metall-Vorstand gab Wetzel der Tarifpolitik für die Leiharbeitnehmer neue Dynamik. So konnten erstmals für die von der IG Metall betreuten Branchen Zuschläge zu den Grundtarifverträgen vereinbart werden. Ein weiterer Schwerpunkt seiner Politik war die Erfassung ausgegliederter Bereiche aus der Metallbranche, wie der Kontraktlogistik. 2015 erzielte die IG Metall unter dem Vorsitz von Wetzel für die Metallindustrie Verbesserungen von 3,4 % plus einer Einmalzahlung von 150 Euro, und damit einen deutlichen Reallohnzuwachs.

### Politische Orientierung
Wetzel verweigerte den Kriegsdienst aus politischen Gründen, wurde allerdings nicht anerkannt. 1969 trat er im Zuge des Wahlkampfs von Willy Brandt in die Sozialdemokratische Partei Deutschlands ein und blieb bis heute Mitglied. Er stellte allerdings in Interviews stets die Distanz zu Maßnahmen der Agenda 2010 heraus. Mit dem als Motto in seinem Buch Mehr Gerechtigkeit wagen vorangestellten Wort Willy Brandts: „Alles politische Handeln muss von den Realitäten ausgehen“ spricht er sich für eine „bessere soziale Marktwirtschaft“ und einen „wirklich aktivierenden Sozialstaat“ aus.

## Publikationen
- Mehr Gerechtigkeit wagen. Der Weg eines Gewerkschafters. Hoffmann und Campe, Hamburg 2012, ISBN 978-3-455-50263-3
- Arbeit 4.0. Was Beschäftigte und Unternehmen verändern müssen. Verlag Herder, Freiburg im Breisgau 2015, ISBN 978-3-451-31306-6
- Detlef Wetzel (Hrsg.): Organizing - Die Veränderung der gewerkschaftlichen Praxis durch das Prinzip Beteiligung, VSA: Verlag, Hamburg 2013, ISBN 978-3-89965-580-3